# Cidálio Caetano (atleta)
Cidálio Caetano (nascido em 22 de janeiro de 1952) é um atleta de fundo português. Ele competiu na maratona nos Jogos Olímpicos de Verão de 1984.